# 584e Volksgrenadier Division
La 584e Volksgrenadier Division était une division d'infanterie du Troisième Reich créée en septembre 1944.
Elle fut créée au Wehrkreis IX, mais fusionnée quasiment aussitôt avec la 9e Division d'infanterie, qui a été décimée par les troupes le l'Union Soviétique en Roumanie. Ces deux divisions vont former la 9e Volksgrenadier Division, qui va être envoyée sur le front de l'ouest. Son état-major a été transféré à la 9e Division le 13 octobre 1944.

## Composition
Cette division fut composée de : 
- Le premier régiment de grenadier Dennewitz
- Le deuxième régiment de grenadier Dennewitz
- Le troisième régiment de grenadier Dennewitz
- Le régiment d'artillerie de Dennewitz